# Unione Territoriale Intercomunale del Natisone
L'Unione Territoriale Intercomunale del Natisone è stato un ente amministrativo e territoriale istituito nel 2016, contestualmente alla cessazione delle province della regione Friuli-Venezia Giulia. È stata soppressa nel 2020 ai sensi della legge regionale 21/2019. Prende il nome dalla zona geografica delle Valli del Natisone e del fume Natisone che scorre in questa parte della regione.
| Stemma | Comune                   | Popolazione | Superficie | Altitudine |
| ------ | ------------------------ | ----------- | ---------- | ---------- |
|        | Buttrio                  | 4 050       | 17,78      | 79         |
|        | Cividale del Friuli      | 11 157      | 50,65      | 135        |
|        | Corno di Rosazzo*        | 3 189       | 12,62      | 88         |
|        | Drenchia                 | 118         | 12,01      | 663        |
|        | Grimacco                 | 333         | 16,11      | 248        |
|        | Manzano                  | 6 401       | 31,04      | 71         |
|        | Moimacco                 | 1 693       | 11,77      | 118        |
|        | Premariacco              | 4 163       | 39,89      | 110        |
|        | Prepotto                 | 769         | 33,24      | 105        |
|        | Pulfero                  | 919         | 48,68      | 184        |
|        | Remanzacco               | 6 185       | 30,99      | 110        |
|        | San Giovanni al Natisone | 6 127       | 24,06      | 66         |
|        | San Leonardo             | 1 129       | 26,91      | 168        |
|        | San Pietro al Natisone   | 2 171       | 23,97      | 175        |
|        | Savogna                  | 393         | 22,17      | 235        |
|        | Stregna                  | 345         | 19,69      | 404        |
|        | Torreano*                | 2 139       | 34,99      | 189        |

(*) I comuni contrassegnati non hanno mai sottoscritto lo statuto della relativa unione terriroriale di appartenenza.